# 로피오카르푸스과
로피오카르푸스과(Lophiocarpaceae)은 석죽목에 속하는 속씨식물과의 하나이다. 아프리카와 아시아의 열대 및 아열대 지역에 분포한다. 생물 다양성 중심지는 아프리카 남서 지역이다.

## 하위 속
- Corbichonia Scop. (이명.: Orygia Forsk.): 단지 2종 포함.[1],[2]:
  - Corbichonia decumbens (Forsk.) Exell (이명.: Glinus trianthemoides Heyne, Orygia decumbens Forsk., Portulaca decumbens (Forsk.) Vahl)
  - Corbichonia rubriviolacea (Friedrich) C.Jeffrey
- Lophiocarpus Turcz. (이명.: Wallinia Moq.): 남아프리카 식물구에 약 3~4종[3],[4]:
  - Lophiocarpus burchellii Hook. f.
  - Lophiocarpus latifolius Nowicke
  - Lophiocarpus polystachyus Turcz.
  - Lophiocarpus tenuissimus Hook. f.

로피오카르푸스속의 이명으로 택사과 Vent.의 보풀속(Sagittaria) L.의 다른 이름 Lophiocarpus (Kunth) Miquel이 있다..